# Flavia Piccoli Nardelli
Flavia Piccoli Nardelli (Trento, 6 luglio 1946) è una politica italiana.

## Biografia
Nata a Trento, ma vive a Roma, figlia del politico Flaminio Piccoli, già ministro delle partecipazioni statali e due volte segretario della Democrazia Cristiana, si è laureata in filosofia, è dirigente del settore culturale.
Dal 1989 al 2013 è stata segretaria generale dell'Istituto Luigi Sturzo. Dal 30 marzo 2023 è presidente dell'Associazione delle istituzioni di cultura italiane (Aici).
Alle elezioni politiche del 2013 viene eletta deputata della XVII legislatura della Repubblica Italiana nella circoscrizione Piemonte 2 per il Partito Democratico. Assegnata alla Commissione Cultura della Camera, ne diviene da prima capogruppo del PD e poi vicepresidente subentrando alla collega di partito Manuela Ghizzoni (presiedendo la stessa in vece ininterrottamente dal 7 agosto 2014 dopo l'arresto del Presidente Galan) ne diviene Presidente ufficialmente il 21 luglio 2015 con l'elezione di metà legislatura sostituendo il Presidente Giancarlo Galan di Forza Italia.
Ricandidata alla Camera con il PD alle elezioni politiche del 2018, viene eletta. Conclude il proprio mandato parlamentare nell'autunno 2022.